# Svetlana Radkevitsj
Svetlana Nikolajevna Radkevitsj (Wit-Russisch: Светлана Николаевна Радкевич) (Minsk, 9 oktober 1979) is een Wit-Russisch langebaanschaatsster.
Radkevitsj werd in 1999 juniorenkampioene van Wit-Rusland, in 2000 nationaal allroundkampioene en in 2003 nationaal sprintkampioene.
Radkevitsj nam deel aan diverse internationale toernooien. Haar beste klasseringen zijn een 23e plaats bij het WK Sprint van 2004 en een 21e plaats op de 500 meter tijdens de WK Afstanden van 2005. Op de Olympische Spelen van Salt Lake City werd Radkevitsj 28e op de 500 meter en 33e op de 1000 meter. In Turijn startte Radkevitsj op de 500 en de 1000 meter, ze werd esp. 27e en 33e.

## Persoonlijk Records
| Afstand    | Tijd    | Datum           | Baan           |
| ---------- | ------- | --------------- | -------------- |
| 500 meter  | 38,42   | 19 januari 2013 | Calgary        |
| 1000 meter | 1.16,60 | 27 januari 2013 | Salt Lake City |
| 1500 meter | 2.04,96 | 28 oktober 2007 | Calgary        |
| 3000 meter | 4.37,17 | 5 oktober 2007  | Calgary        |

## Resultaten
| Jaar | EK Allround | WK Sprint | WK Afstanden       | Olympische Spelen  | WK Junioren |
| ---- | ----------- | --------- | ------------------ | ------------------ | ----------- |
| 1999 |             |           |                    |                    | NS2         |
| 2000 | NC20        |           |                    |                    |             |
| 2001 |             | 30e       | 21e 1500m          |                    |             |
| 2002 |             | 26e       |                    | 28e 500m 33e 1000m |             |
| 2003 |             | 27e       | 20e 500m 21e 1000m |                    |             |
| 2004 |             | 23e       | 19e 500m 19e 1000m |                    |             |
| 2005 |             | DQ2       | 21e 500m           |                    |             |
| 2006 |             | 28e       |                    | 27e 500m 33e 1000m |             |
| 2007 |             | 25e       | 21e 500m 23e 1000m |                    |             |
| 2008 |             | 15e       | 19e 500m 23e 1000m |                    |             |
| 2009 |             |           | 24e 1000m          |                    |             |
| 2010 |             |           |                    | 33e 500m           |             |
|      |             |           |                    |                    |             |
| 2012 |             | 21e       | 20e 500m 23e 1000m |                    |             |
| 2013 |             | 19e       | 23e 500m 22e 1000m |                    |             |

 NS = niet gestart, DQ = gediskwalificeerd 